# Sergio Lasam Utleg

Erzbischofswappen

Sergio Lasam Utleg (* 21. September 1943 in Solana, Philippinen) ist ein philippinischer Geistlicher und emeritierter römisch-katholischer Erzbischof von Tuguegarao.

## Leben
Sergio Lasam Utleg empfing am 30. März 1968 das Sakrament der Priesterweihe für das Erzbistum Tuguegarao. In der Diözese wirkte er als Pfarrvikar und Pfarrer. 1993 wurde er Bischofsvikar für Aparri.
Am 10. Februar 1997 ernannte ihn Papst Johannes Paul II. zum Koadjutorbischof von Ilagan. Der Apostolische Nuntius auf den Philippinen, Erzbischof Gian Vincenzo Moreni, spendete ihm am 17. März desselben Jahres die Bischofsweihe; Mitkonsekratoren waren der Bischof von Ilagan, Miguel Gatan Purugganan, und der Erzbischof von Tuguegarao, Diosdado Aenlle Talamayan. Am 26. Juli 1999 wurde Sergio Lasam Utleg in Nachfolge von Miguel Gatan Purugganan, der aus Krankheitsgründen zurücktrat, Bischof von Ilagan. Papst Benedikt XVI. bestellte ihn am 13. November 2006 zum Bischof von Laoag. Am 15. Juni 2011 erfolgte die Ernennung zum Erzbischof von Tuguegarao.
Papst Franziskus nahm am 18. Oktober 2019 seinen altersbedingten Rücktritt an.